# Дракчићи
Дракчићи су насељено место града Краљева у Рашком округу. Према попису из 2022. било је 544 становника.

## Демографија
У насељу Дракчићи живи 522 пунолетна становника, а просечна старост становништва износи 42,9 година (41,3 код мушкараца и 44,4 код жена). У насељу има 217 домаћинстава, а просечан број чланова по домаћинству је 2,94.
Ово насеље је великим делом насељено Србима (према попису из 2002. године), а у последња три пописа, примећен је пораст у броју становника.

## Историја
У попису Влаха из 1528. године помиње се село Дракчћи са назнаком да припада Пожеги, што нас уверава да се ради о Дракчићима код Краљева,  јер су и сва остала околна села припадала Пожеги. Те, 1528. године Дракчићи су имали 10 влашких кућа са 42 неожењена мушкарца и једну земљорадничку кућу са два неожењена. Ово се насеље помиње и 1540. и 1572. године, када је имало 17, односно 29 домаћинстава. Основа имена насеља је словенско лично мушко име Драшчић. Дракчићи су деминутив од Дракча, дакле род настао од потомства Дракчиног. Из једног се документа види да су се Дракчићи звали „Дракчићи малићане“,  што значи да су били царско (султаново) лично добро, које је давано под доживотни закуп појединим заслужним поданицима (нешто као спахилук), од чијег су закупа турски цареви убирали приходе. Из тог разлога Дракчићи се не помињу у попису чибука 1822. године са осталим насељима овога краја,  јер су у саставу турског спахилука били све до 1828. године.
Четничко- партизанска блокада је 4.октобра 1941.године била координирана из заједничког штаба у Дракчићима. Њиховим нападима убијено је 14, а рањено 10 Немаца.
|  |

| Демографија | Демографија | Демографија |
| Година      | Становника  | Становника  |
| ----------- | ----------- | ----------- |
| 1948.       | 569         |             |
| 1953.       | 542         |             |
| 1961.       | 574         |             |
| 1971.       | 585         |             |
| 1981.       | 620         |             |
| 1991.       | 636         | 632         |
| 2002.       | 638         | 658         |

| Етнички састав према попису из 2002.‍ | Етнички састав према попису из 2002.‍ | Етнички састав према попису из 2002.‍ | Етнички састав према попису из 2002.‍ | Етнички састав према попису из 2002.‍ |
| ------------------------------------ | ------------------------------------ | ------------------------------------ | ------------------------------------ | ------------------------------------ |
|                                      |                                      |                                      |                                      |                                      |
| Срби                                 | Срби                                 |                                      | 632                                  | 99,05%                               |
| Црногорци                            | Црногорци                            |                                      | 3                                    | 0,47%                                |
| непознато                            | непознато                            |                                      | 0                                    | 0,0%                                 |

| Година пописа     | 1948. | 1953. | 1961. | 1971. | 1981. | 1991. | 2002. |
| ----------------- | ----- | ----- | ----- | ----- | ----- | ----- | ----- |
| Број домаћинстава | 118   | 120   | 143   | 163   | 185   | 186   | 217   |

| Број чланова      | 1  | 2  | 3  | 4  | 5  | 6  | 7 | 8 | 9 | 10 и више | Просек |
| ----------------- | -- | -- | -- | -- | -- | -- | - | - | - | --------- | ------ |
| Број домаћинстава | 49 | 54 | 36 | 42 | 18 | 13 | 4 | 0 | 1 | 0         | 2,94   |

| Пол    | Укупно | Неожењен/Неудата | Ожењен/Удата | Удовац/Удовица | Разведен/Разведена | Непознато |
| ------ | ------ | ---------------- | ------------ | -------------- | ------------------ | --------- |
| Мушки  | 259    | 72               | 166          | 9              | 11                 | 1         |
| Женски | 281    | 52               | 166          | 55             | 8                  | 0         |
| УКУПНО | 540    | 124              | 332          | 64             | 19                 | 1         |

| Пол    | Укупно                    | Пољопривреда, лов и шумарство | Рибарство                            | Вађење руде и камена | Прерађивачка индустрија       |
| ------ | ------------------------- | ----------------------------- | ------------------------------------ | -------------------- | ----------------------------- |
| Мушки  | 143                       | 39                            | 0                                    | 0                    | 44                            |
| Женски | 64                        | 16                            | 0                                    | 0                    | 17                            |
| УКУПНО | 207                       | 55                            | 0                                    | 0                    | 61                            |
| Пол    | Производња и снабдевање   | Грађевинарство                | Трговина                             | Хотели и ресторани   | Саобраћај, складиштење и везе |
| Мушки  | 7                         | 9                             | 13                                   | 2                    | 9                             |
| Женски | 0                         | 0                             | 16                                   | 5                    | 0                             |
| УКУПНО | 7                         | 9                             | 29                                   | 7                    | 9                             |
| Пол    | Финансијско посредовање   | Некретнине                    | Државна управа и одбрана             | Образовање           | Здравствени и социјални рад   |
| Мушки  | 0                         | 0                             | 8                                    | 4                    | 3                             |
| Женски | 0                         | 1                             | 1                                    | 4                    | 2                             |
| УКУПНО | 0                         | 1                             | 9                                    | 8                    | 5                             |
| Пол    | Остале услужне активности | Приватна домаћинства          | Екстериторијалне организације и тела | Непознато            | Непознато                     |
| Мушки  | 5                         | 0                             | 0                                    | 0                    | 0                             |
| Женски | 2                         | 0                             | 0                                    | 0                    | 0                             |
| УКУПНО | 7                         | 0                             | 0                                    | 0                    | 0                             |